# Língua cói
Cói (khwe) é uma língua coissã falado na Namíbia, Angola, Botsuana, África do Sul, e em escala menor na Zâmbia, totalizando 11 mil de falantes. O cói é ensinado localmente como segunda língua na Namíbia. Atualmente há um dicionário na língua cói. Também é conhecida por barakwena, barakwengo, khoe, kxoe, kxoedam, mbarakwena e xun.

## Distribuição de falantes
Namíbia: approx. 4 000

Angola: 800

Botsuana: 5 000

África do Sul: approx. 1 100

Zâmbia: approx. 100

## Dialectos
- ||Xo-Kxoe
- ||Xom-Kxoe
- Buma-Kxoe
- Buga-Kxoe ou -khwe
- Khoe-dam ou khwe ou xun ou huhwe
- ||Ani ou ||Ani-kxoe ou |Anda ou Tsʼéxa ou tannekwe ou gani-khwe ou várias combinações do handá + kwe + dam.